# Чусовской мост

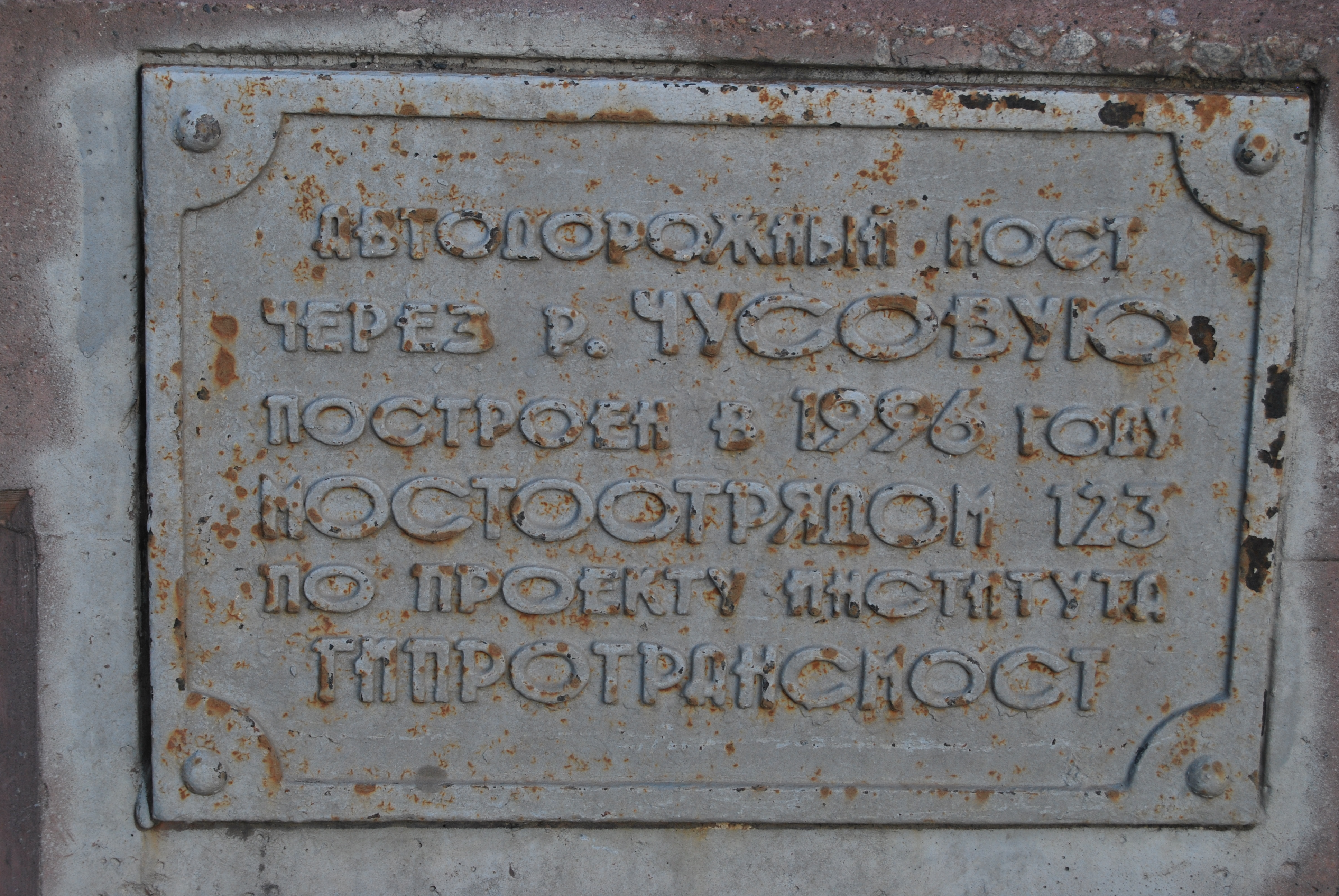
Памятная табличка

Чусовско́й мост через реку Чусовая вблизи её впадения в Камское водохранилище соединяет Орджоникидзевский район Перми и Добрянский район Пермского края. Имеет протяжённость 1598 метров, состоит из двух частей, первая из которых была введена в эксплуатацию в 1996 году, вторая — в 2022 году. Мост является частью шоссе Восточный обход, автодороги Пермь — Березники.

## Описание
Мост расположен непосредственно перед впадением Чусовой в Каму в самом конце Камского водохранилища. Начало строительства — 1988 год.
Схема моста 4х84+84+126+5х147+126+84 м, габарит Г-14,5+2х1,5 м. Пролётное строение — частично сталежелезобетонное, а в русловой части — металлическое неразрезное с ортотропной плитой. При строительстве моста были впервые в России применены однокатковые опорные части и гидроизоляция проезжей части с применением материала «Мостопласт». Монтаж пролётных строений проводился с применением плавсистем с последующей продольной надвижкой.
Мост через Чусовую сооружался в сложных гидрогеологических условиях, глубина воды у опор моста составляла от 13 до 25 м, глубина буровых свай диаметром 1420 мм доходила до 40 м. На строительстве были освоены передовые технологии сварки металлических конструкций пролётных строений, проходка скважин буровых свай с помощью электробура.
В 1996 году введён в эксплуатацию в составе автомобильной дороги Пермь — Березники, что позволило кратчайшим путём соединить с областным центром города Верхнекамья. Ранее вместо моста действовала паромная переправа.

## Вторая часть моста
Двухполосный мост перестал справляться с потоком автомобилей, летом в выходные дни перед ним образуются транспортные пробки. Было принято решение о строительстве нового моста с тем же названием на том же самом месте.
В марте 2019 года проект строительства нового моста через Чусовую получил положительное заключение государственной экспертизы. Возведение нового перехода было выделено в отдельную часть объекта концессионного соглашения, чтобы ускорить прохождение процедуры. Два других этапа — это реконструкция существующего Чусовского моста и строительство пункта взимания платы.
Новый мост строился с 2019 года в рамках концессионного соглашения с ООО «Пермская концессионная компания». Генеральным подрядчиком объекта выступает АО «Стройтрансгаз».
Параметры нового металлического балочного моста:
- схема: (4х84+84+126+5х147+126+84) м
- общая длина: 1504,4 м
- габарит: Г-11,5 м
- общая площадь: 22 560 м²[4][5].

Торжественное открытие нового моста, расположенного на 18 метров западнее действующего, состоялось 22 декабря 2022 года. По нему запущено двухполосное движение всех видов транспорта: общественного, грузового и личного.